# La Gueule de l'emploi
Pour plus de détails, voir Fiche technique et Distribution.
La Gueule de l'emploi est un film français de Jacques Rouland sorti en 1974.

## Synopsis
Jacques et Jean-Claude, acteurs ratés, montent de petites arnaques pour subsister. Avec l'aide d'Anne, charmante jeune fille, ils tentent de monter un système de photos de charme pour faire chanter des gens aisés. 

## Fiche technique
- Réalisation : Jacques Rouland
- Scénario : Jacques Rouland
- Assistants réalisation : Daniel Moosmann et Bernard Cohn
- Musique : Vladimir Cosma
- Photographie : Étienne Becker
- Montage : Françoise Garnault
- Production : Pierre Aïm, Georges Dybman, Golan Productions, Sedimo, Arcadie Productions
- Société de production : Golan Productions, Sédimo et Arcadie Productions
- Société de distribution : Coline (France)
- Pays de production :  France
- Genre : comédie
- Durée : 95 minutes
- Date de sortie : 
  - France : 27 mars 1974

## Distribution
- Evelyne Buyle : Anne
- Jean Carmet : le restaurateur
- Darry Cowl : le patron de l'Arquebuse
- Jacques Legras : Jacques
- Jean-Claude Massoulier : Jean-Claude
- Michel Serrault : l'inspecteur de police / homme aux déguisements variés
- Georges Géret : le boxeur
- Claude Piéplu : le militaire
- Jean-Marie Proslier : le pompier
- Pierre Tchernia : le colleur d'affiches
- Daniel Prévost : l'assistant-réalisateur
- Sacha Briquet : l'homme important
- Jack Berard : le premier déménageur
- Jacques Dynam : le second déménageur
- Roger Lumont : le faux commerçant
- Daniel Gélin : le couturier
- Micheline Presle : Micheline
- Danielle Rocca : la caissière
- Jean-Claude Romer : le consommateur
- Claudine Beccarie